# Frank Stone (peintre)
Frank Stone ARA (22 août 1800 - 18 novembre 1859) est un peintre britannique. Il est né à Manchester, et est entièrement autodidacte.

## Carrière
Il est élu associé de la Société des peintres en aquarelle en 1833 et membre en 1843 ; et associé de la Royal Academy en 1851.
Les œuvres qu'il expose d'abord à l'Académie sont des portraits, mais à partir de 1840, il contribue des images de personnages, des scènes de Shakespeare, des écritures et des sujets sentimentaux, dont beaucoup sont gravés.
En 1850, il mène l'opposition au sein de l'Académie aux innovations du Préraphaélisme, après avoir déjà critiqué leur travail l'année précédente. Lorsque Dante Gabriel Rossetti écrit en retour une critique très dure de l'œuvre de Stone, Stone lance une attaque contre le préraphaélite, déclenchant la controverse qui engloutit le mouvement. William Holman Hunt, préraphaélite de premier plan, représente plus tard une copie de l'une des œuvres de Stone à l'arrière-plan de sa peinture The Awakening Conscience. Il est suggéré qu'il s'agissait d'une insulte, puisque le mobilier de la pièce était censé représenter le mauvais goût des personnages représentés.
Selon William Powell Frith, Stone est un ami fidèle, mais très argumentatif, "Il n'était pas un ami des beaux jours, mais il était vrai comme l'acier quand un visage amical pouvait être cruellement nécessaire. Pourtant, j'avoue qu'il y a des inconvénients au plaisir de la société de Stone. Il suffisait que n'importe qui avance une opinion pour que Stone s'en écarte." 
Il est le père du peintre Marcus Stone qui illustre de nombreuses œuvres de Charles Dickens (les Stones sont les voisins de Dickens pendant de nombreuses années) et réalise lui-même un frontispice pour une édition de Martin Chuzzlewit. Il a également une fille, Ellen Stone.
Stone meurt le 18 novembre 1859 et est enterré six jours plus tard du côté ouest du cimetière de Highgate.

## Galerie

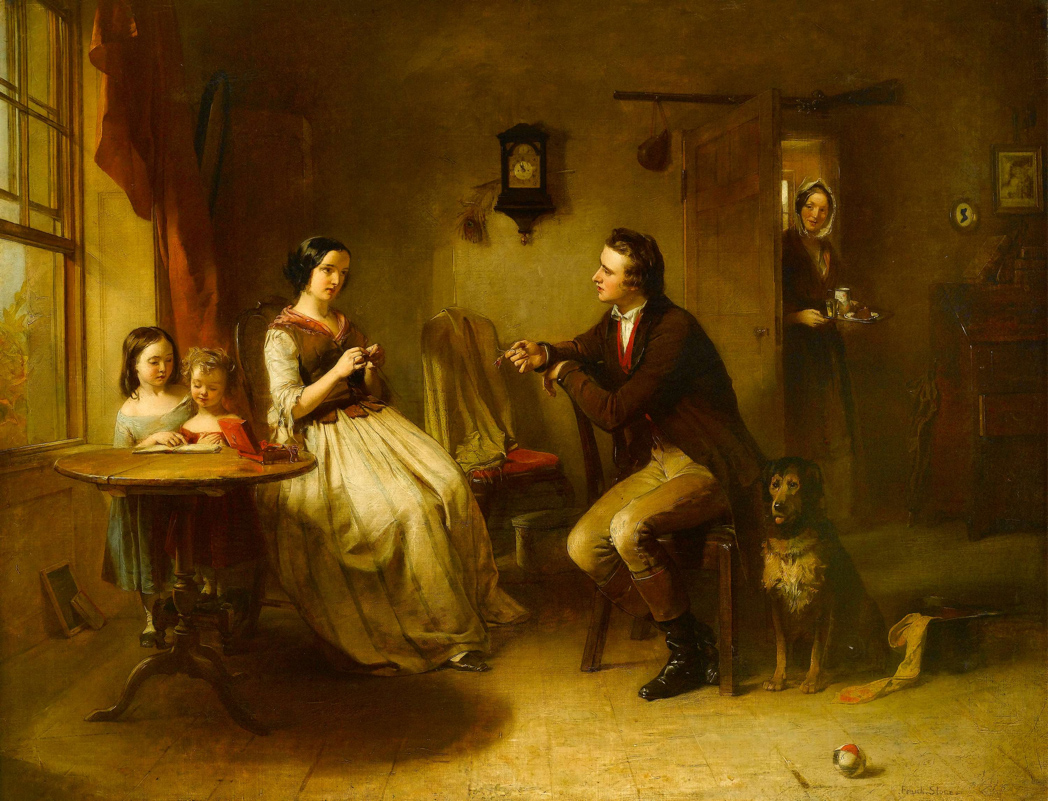
Frank Stone - The Proposal - Victorian Era Painting
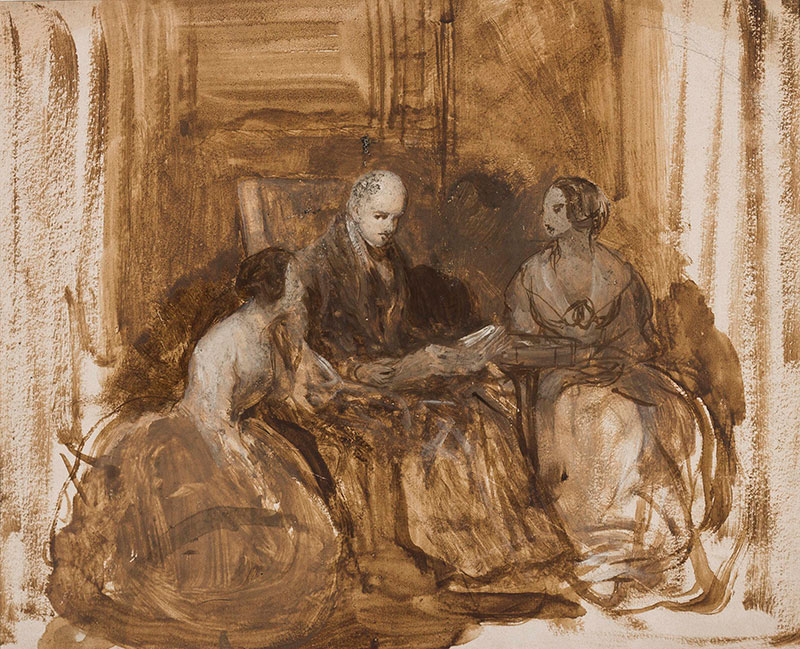
Frank Stone Drawing
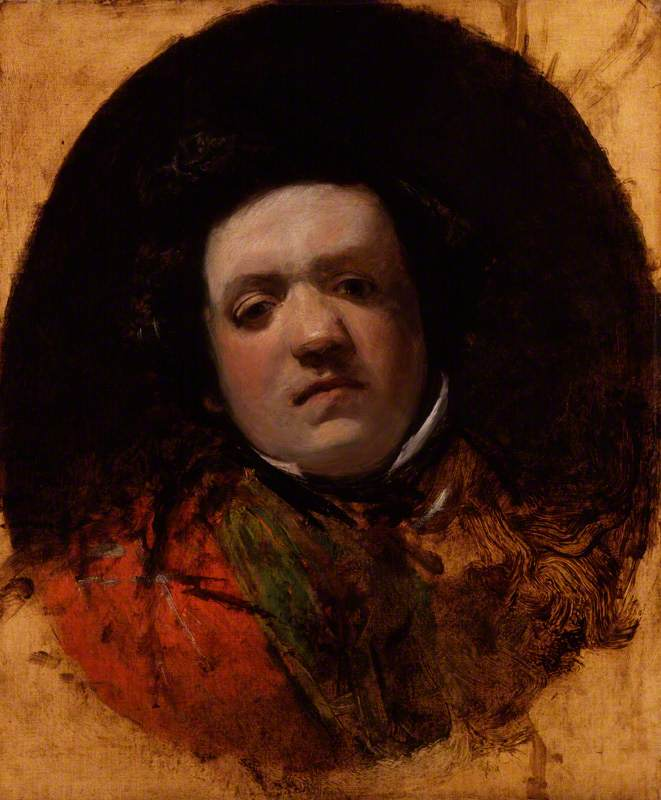
William Makepeace Thackeray by Frank Stone (1800–1859)
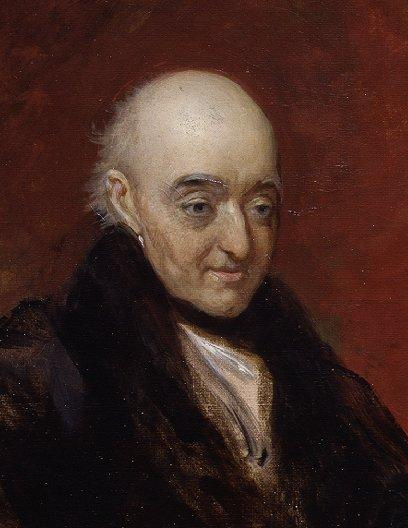
Samuel Rogers by Frank Stone
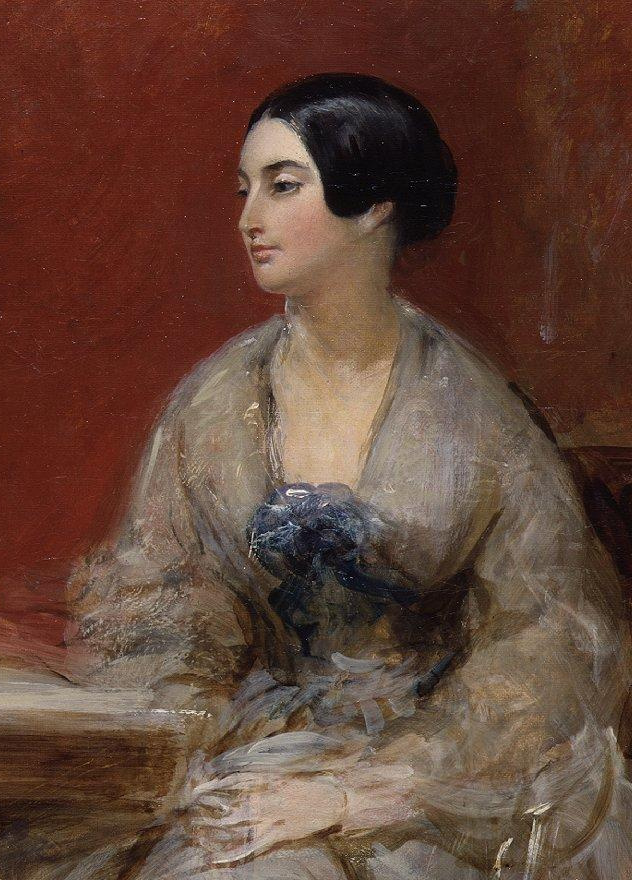
Caroline Norton by Frank Stone
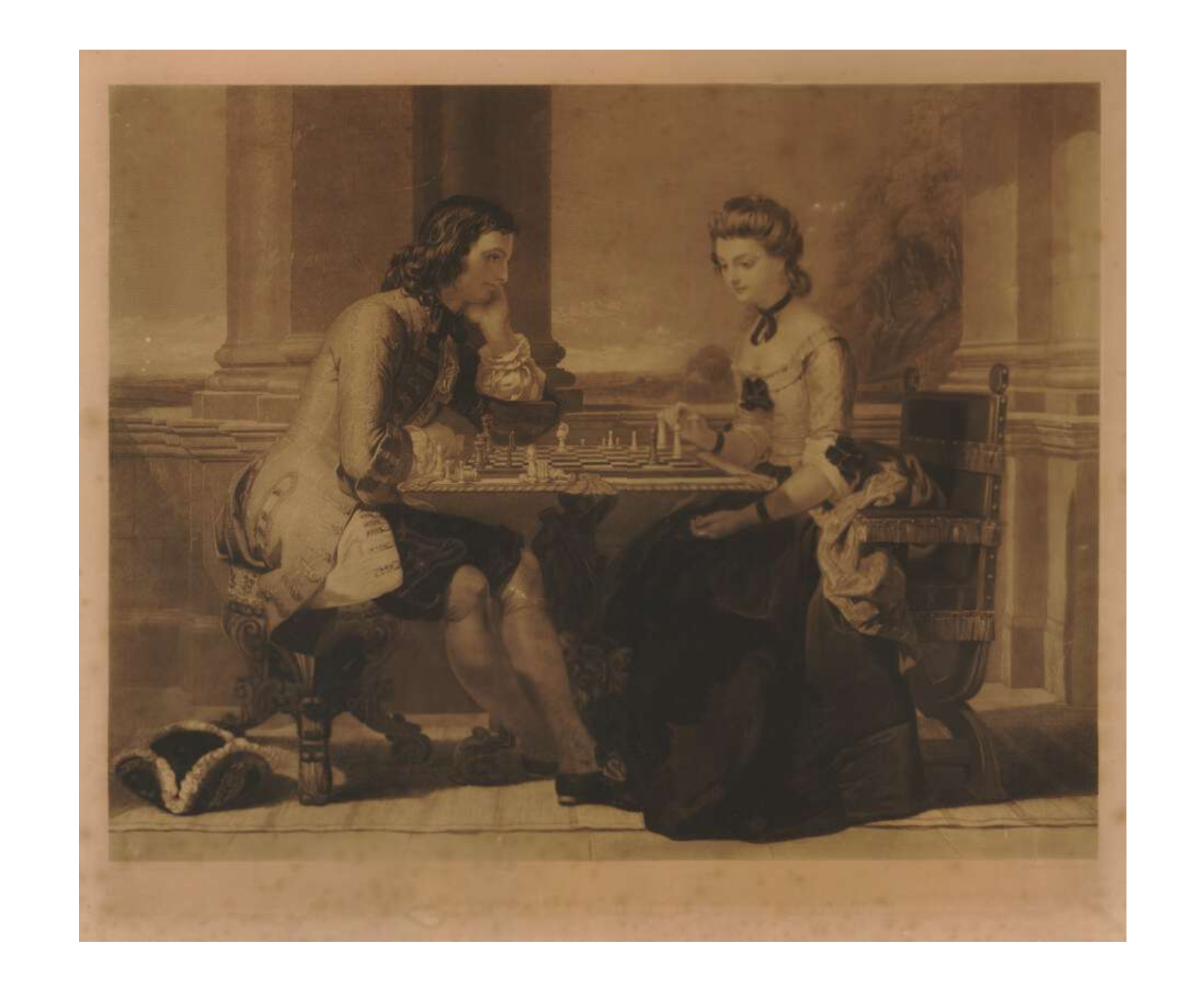
Victorian Couple Playing Chess by Frank Stone (engraving) at the British Museum
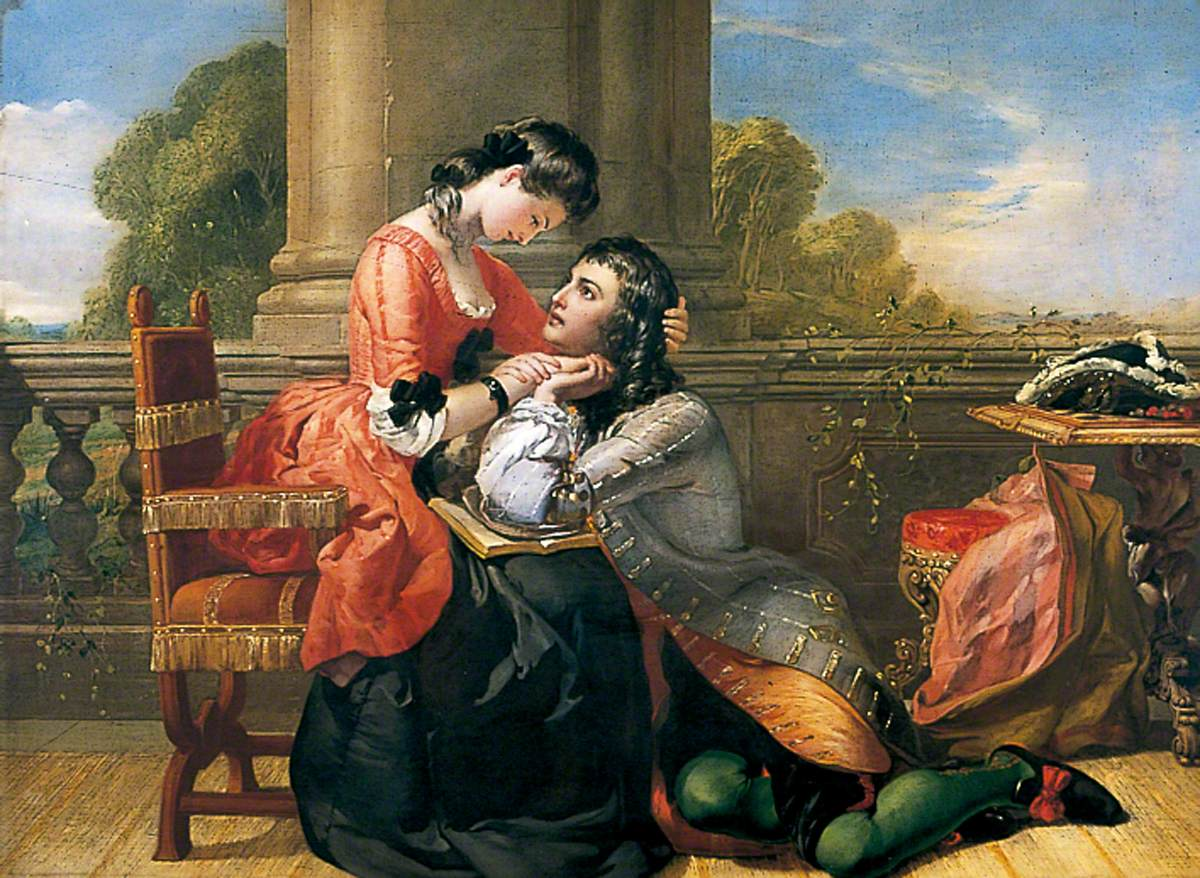
"Mated" by Frank Stone